# Rusakî, Ivankiv
Rusakî (în ucraineană Русаки) este un sat în comuna Makarivka din raionul Ivankiv, regiunea Kiev, Ucraina.

## Demografie
Componența lingvistică a localității Rusakî
     Ucraineană (97,67%)
     Rusă (2,03%)
     Alte limbi (0,29%)
Conform recensământului din 2001, majoritatea populației localității Rusakî era vorbitoare de ucraineană (97,67%), existând în minoritate și vorbitori de rusă (2,03%).